# Chelonus majusdentatus
Chelonus majusdentatus är en stekelart som beskrevs av He 2001. Chelonus majusdentatus ingår i släktet Chelonus och familjen bracksteklar. Inga underarter finns listade i Catalogue of Life.